# Riazanski prospekt (métro de Moscou)
Riazanski prospekt (en russe : Ряза́нский проспе́кт et en anglais : Ryazansky Prospekt) est une station de la ligne Tagansko-Krasnopresnenskaïa (ligne 7 mauve) du métro de Moscou, située sur le territoire du raïon Riazanski dans le district administratif sud-est de Moscou.

## Situation sur le réseau
Établie en souterrain, à 6 mètres sous le niveau du sol, la station Riazanski prospekt est située au point 131+75 de la ligne Tagansko-Krasnopresnenskaïa (ligne 7 mauve), entre les stations Kouzminki (en direction de Planernaïa) et Kouzminki (en direction de Vykhino).